# Николаевский район (Ульяновская область)
Никола́евский район — административно-территориальная единица (административный район) и муниципальное образование (муниципальный район) в юго-западной части Ульяновской области России.
Административный центр — рабочий поселок Николаевка.

## География
Расположен в южной части Ульяновской области, в 230 км от г. Ульяновска
Площадь 2084,27 км², что составляет 5,6 % всей территории Ульяновской области.
Район граничит с Пензенской областью (с запада) и соседними районами Ульяновской области: Павловским и Старокулаткинским (с юга), Барышским и Кузоватовским (с севера), Новоспасским и Радищевским (с востока).

## История
Николаевский район был образован 16 июля 1928 года в составе Сызранского округа Средне-Волжской области.
С 1930 года в составе Средневолжского края.
С 1935 года в составе Куйбышевского края.
В 1935 году, при образовании вновь созданного Барановского района, из района были выделены ряд сельсоветов.
С 1936 года в составе Куйбышевской области.
В 1939 году район вошёл в состав Пензенской области.
19 января 1943 года Николаевский район был передан в состав новой Ульяновской области. На тот момент он включал сельсоветы: Ахметлейский, Чирклейский, Головинский, Елшанский, Канадейский, Канасаевскин, Кочкарлейский, Кравковский, Курмаевский, Николаевский, Никулинский, Лыневский, Поникский, Поспеловский, Прасковьинский, Рызлейский, Татарско-Сайманский, Тепловский, Топорнинский, Чувашско-Сайманский, Эзекеевский.
2 ноября 1956 года в состав района отошли все сельсоветы упраздненного Барановского района.
Решением Ульяновского облисполкома от 5 октября 1960 года, учитывая большое тяготение и близость их к районному центру Павловка, было передано из Николаевского района в Павловский район три сельсовета: Старопичеурский, Холстовский и Старочирковский.

## Население
| 1989    | 2002    | 2009    | 2010    | 2011    | 2012    | 2013    | 2014    | 2015    |
| ------- | ------- | ------- | ------- | ------- | ------- | ------- | ------- | ------- |
| 34 413  | ↘30 333 | ↘27 730 | ↘27 211 | ↘27 077 | ↘26 511 | ↘25 952 | ↘25 422 | ↘24 912 |
| 2016    | 2017    | 2018    | 2019    | 2020    | 2021    |         |         |         |
| ↘24 422 | ↘24 050 | ↘23 699 | ↘23 276 | ↘22 851 | ↘22 121 |         |         |         |

### Урбанизация
В общей численности населения района доля городского населения 28,5 %, сельского — 71,5 %.

### Национальный состав (2010)
- 45,8 % — русские,
- 26,6 % — мордва,
- 23,9 % — татары,
- 1,8 % — чуваши[21].

К югу от реки Канадейка находится область древнего расселения мордвы, на северо-западе — татар и чувашей. Из 58 населённых пунктов в 24 численно преобладает мордва, в 8 — татары, в 2 — чуваши.

## СМИ
На территории района работает местная муниципальная телекомпания «Ник-ТВ» и издается местная муниципальная газета «Наш край» (выходит с 11 апреля 1931 года (ранее называлась «Ударник», «Стахановец», «Искра», «Маяк коммунизма»; тираж в феврале 2010 года — 3630 экз).

## Промышленность
Промышленность: переработка древесного, сельскохозяйственного и строительного сырья, обслуживание нужд сельского хозяйства и транспорта, предприятия бытового обслуживания. Через район проходят железные и автомобильные дороги федерального значения, нефтепровод «Дружба».

## Достопримечательности
- В Канадее и его окрестностях сохранился архитектурный памятник — Канадейская башня XVII века и развалины булгарского городища.
- В районе расположено уникальное Белое озеро, известное далеко за пределами области благодаря лечебным свойствам климата. На озере построены многочисленные дома отдыха и санатории, в них приезжают лечиться люди из самых отдаленных уголков России[22].
- В районе находятся множество родников и святых источников[23].
- В селе Барановка расположен святой источник с чистейшей водой который носит название «Попов родник»(«Попоув лисьма»). Название родника и его расположение уходит корнями в историю[24].
- Источник «Аварди панда» (в переводе с мордовского «плачущая гора») в селе Баевка[25].
- Озеро Светлое на северо-западе района
- В юго-западной части района находится урочище Акуловская степь, где проявляется уникальное для региона сочетание песчаных и меловых степей. На территории урочища планируется создание охраняемой территории[26][27]
- Ансамбль Владимирской приходской церкви[28]
- Церковь Владимирской иконы Божьей Матери[28][29][30][31][32][33]
- Кладбище при Владимирской церкви[28]
- Надгробия (надмогильные памятники) Е. Ушаковой и М. Н. Ушаковой[28]
- Покровский храм (Головино)
- Владимирский храм (Никулино)
- Никольская церковь (Куроедово)
- Храм равноапостольной Нины (Поника)
- Церковь Михаила Архангела (Губашево)
- Тёпловка (усадьба)[34][35][36][37][38]

## Административное деление
Ульяновский административный район в рамках административно-территориального устройства области делится на 1 поселковый округ и 8 сельских округов.
Одноимённый муниципальный район в рамках организации местного самоуправления (муниципального устройства) включает 9 муниципальных образований, в том числе 1 городское поселение и 8 сельских поселений.
Поселковые округа соответствуют городским поселениям, сельские округа — сельским поселениям.
| № | Муниципальное образование          | Админ. центр               | Количество населённых пунктов | Население (чел.) | Площадь (км²) |
| - | ---------------------------------- | -------------------------- | ----------------------------- | ---------------- | ------------- |
| 1 | Николаевское городское поселение   | рабочий посёлок Николаевка | 10                            | ↗7874            | 189.88        |
| 2 | Барановское сельское поселение     | село Барановка             | 7                             | ↗2061            | 198.25        |
| 3 | Головинское сельское поселение     | село Головино              | 9                             | ↘1363            | 366.91        |
| 4 | Дубровское сельское поселение      | село Дубровка              | 6                             | ↗865             | 172.76        |
| 5 | Канадейское сельское поселение     | село Канадей               | 7                             | ↘2594            | 252.85        |
| 6 | Никулинское сельское поселение     | село Никулино              | 8                             | ↘3678            | 202.86        |
| 7 | Поспеловское сельское поселение    | село Поспеловка            | 5                             | ↗1721            | 183.64        |
| 8 | Славкинское сельское поселение     | село Славкино              | 2                             | ↘1287            | 342.61        |
| 9 | Сухотерешанское сельское поселение | село Сухая Терешка         | 5                             | ↘678             | 174.51        |

### Населённые пункты
В районе находятся 59 населённых пунктов, в том числе:
- 1 городской населённый пункт (рабочий посёлок)
- 58 сельских населённых пункта.

| №  | Населённый пункт     | Тип             | Население | Муниципальное образование          |
| -- | -------------------- | --------------- | --------- | ---------------------------------- |
| 1  | Николаевка           | рабочий посёлок | ↘5697     | Николаевское городское поселение   |
| 2  | Андреевка            | село            | 396       | Славкинское сельское поселение     |
| 3  | Ахметлей             | село            | 662       | Никулинское сельское поселение     |
| 4  | Баевка               | село            | ↘1439     | Николаевское городское поселение   |
| 5  | Барановка            | село            | 963       | Барановское сельское поселение     |
| 6  | Белое Озеро          | посёлок         | 309       | Дубровское сельское поселение      |
| 7  | Белокаменка          | посёлок         | ↘37       | Николаевское городское поселение   |
| 8  | Белый Ключ           | село            | 9         | Барановское сельское поселение     |
| 9  | Болдасьево           | село            | 116       | Барановское сельское поселение     |
| 10 | Большой Чирклей      | село            | 2605      | Никулинское сельское поселение     |
| 11 | Булгаковка           | деревня         | 25        | Никулинское сельское поселение     |
| 12 | Варваровка           | деревня         | 0         | Сухотерешанское сельское поселение |
| 13 | Волдачи              | деревня         | ↘166      | Николаевское городское поселение   |
| 14 | Вязовой              | посёлок         | 180       | Канадейское сельское поселение     |
| 15 | Головино             | село            | 503       | Головинское сельское поселение     |
| 16 | Губашево             | село            | 110       | Барановское сельское поселение     |
| 17 | Давыдовка            | село            | 896       | Барановское сельское поселение     |
| 18 | Дубровка             | село            | 452       | Дубровское сельское поселение      |
| 19 | Дуровка              | деревня         | 39        | Сухотерешанское сельское поселение |
| 20 | Елшанка              | село            | ↘52       | Николаевское городское поселение   |
| 21 | Калиновка            | посёлок         | 0         | Барановское сельское поселение     |
| 22 | Канадей              | село            | ↘2017     | Канадейское сельское поселение     |
| 23 | Канасаево            | село            | 171       | Головинское сельское поселение     |
| 24 | Каранино             | село            | 61        | Головинское сельское поселение     |
| 25 | Кезьмино             | деревня         | 50        | Головинское сельское поселение     |
| 26 | Клин                 | посёлок         | 182       | Канадейское сельское поселение     |
| 27 | Клин                 | посёлок         | 29        | Канадейское сельское поселение     |
| 28 | Кочетовка            | деревня         | 27        | Дубровское сельское поселение      |
| 29 | Кочкарлей            | село            | 106       | Поспеловское сельское поселение    |
| 30 | Кравково             | село            | 136       | Головинское сельское поселение     |
| 31 | Крутец               | посёлок         | 439       | Канадейское сельское поселение     |
| 32 | Курмаевка            | село            | 399       | Никулинское сельское поселение     |
| 33 | Куроедово            | село            | 365       | Сухотерешанское сельское поселение |
| 34 | Куроедовские Выселки | посёлок         | 0         | Канадейское сельское поселение     |
| 35 | Луговой              | посёлок         | ↘13       | Николаевское городское поселение   |
| 36 | Лыневка              | село            | 0         | Головинское сельское поселение     |
| 37 | Мордовский Канадей   | село            | 179       | Дубровское сельское поселение      |
| 38 | Нагорный             | посёлок         | 237       | Никулинское сельское поселение     |
| 39 | Никитино             | село            | 45        | Дубровское сельское поселение      |
| 40 | Никулино             | станция         | 302       | Никулинское сельское поселение     |
| 41 | Никулино             | село            | 338       | Никулинское сельское поселение     |
| 42 | Новая Петровка       | деревня         | ↘108      | Николаевское городское поселение   |
| 43 | Новый                | посёлок         | ↘13       | Николаевское городское поселение   |
| 44 | Пановка              | деревня         | 47        | Головинское сельское поселение     |
| 45 | Поника               | село            | ↘381      | Николаевское городское поселение   |
| 46 | Поспеловка           | село            | 265       | Поспеловское сельское поселение    |
| 47 | Прасковьино          | село            | 327       | Канадейское сельское поселение     |
| 48 | Русские Зимницы      | деревня         | 68        | Сухотерешанское сельское поселение |
| 49 | Рызлей               | село            | 229       | Никулинское сельское поселение     |
| 50 | Славкино             | село            | 1325      | Славкинское сельское поселение     |
| 51 | Сосновка             | деревня         | 86        | Дубровское сельское поселение      |
| 52 | Сухая Терешка        | село            | 450       | Сухотерешанское сельское поселение |
| 53 | Татарский Сайман     | село            | 1261      | Поспеловское сельское поселение    |
| 54 | Телятниково          | село            | 445       | Барановское сельское поселение     |
| 55 | Тепловка             | село            | 556       | Головинское сельское поселение     |
| 56 | Топорнино            | село            | 351       | Головинское сельское поселение     |
| 57 | Федоровка            | деревня         | ↗201      | Николаевское городское поселение   |
| 58 | Чувашский Сайман     | село            | 394       | Поспеловское сельское поселение    |
| 59 | Эзекеево             | село            | 260       | Поспеловское сельское поселение    |

Упразднённые населенные пункты района:
— деревня Аделино Головинского сельсовета Николаевского района, 2002 г;
— поселок Приовражный Прасковьинского сельсовета Николаевского района;
— деревня Ивановка Телятниковского сельсовета Николаевского района;
— разъезд Саевка Прасковьинского сельсовета Николаевского района;

## Известные уроженцы
- Родившиеся в Николаевском районе;
- Горелов, Александр Петрович — Герой Советского Союза, гвардии майор, командир стрелкового батальона 120-го гвардейского стрелкового полка. Родился 27 марта 1923 года в селе Барановка.
- Колганов, Вадим Владимирович — артист;
- Никифоров, Михаил Васильевич — Герой Советского Союза, родился в деревне Кудряевка Сызранского уезда Симбирской губернии (в настоящее время Николаевский район Ульяновской области)[43].